# 鲍尔斯 (特拉华州)
鲍尔斯（英語：Bowers），是美国特拉华州肯特县（Kent）下属的一座城镇，面积为0.83平方公里，其中陆地面积为0.81平方公里，水域面积则为0.02平方公里。2011年的数据显示该地有人口341人。论人口在本州排行第44。